# Blas de Otero
Blas de Otero (ur. 15 marca 1916 w Bilbao, zm. 29 czerwca 1979 w Madrycie) - poeta hiszpański.
Początkowo tworzył lirykę religijną, w późniejszym okresie - głęboko zaangażowaną w aktualne problemy polityczne i społeczne Hiszpanii. Była ona przepojona humanitaryzmem i poczuciem solidarności ze wspólnotą ludzką, jasna i prosta w wyrazie. 

## Wybrane zbiory poezji
- Cántico espiritual (1942)
- Redoble de conciencia (1951)
- Áncia (1958)
- Que trata de España (1964)
- Mientras (1970)

Polski przekład jego wybranych wierszy w antologii Z Hiszpanią w sercu (1978).